# Inductieve nabijheidssensor

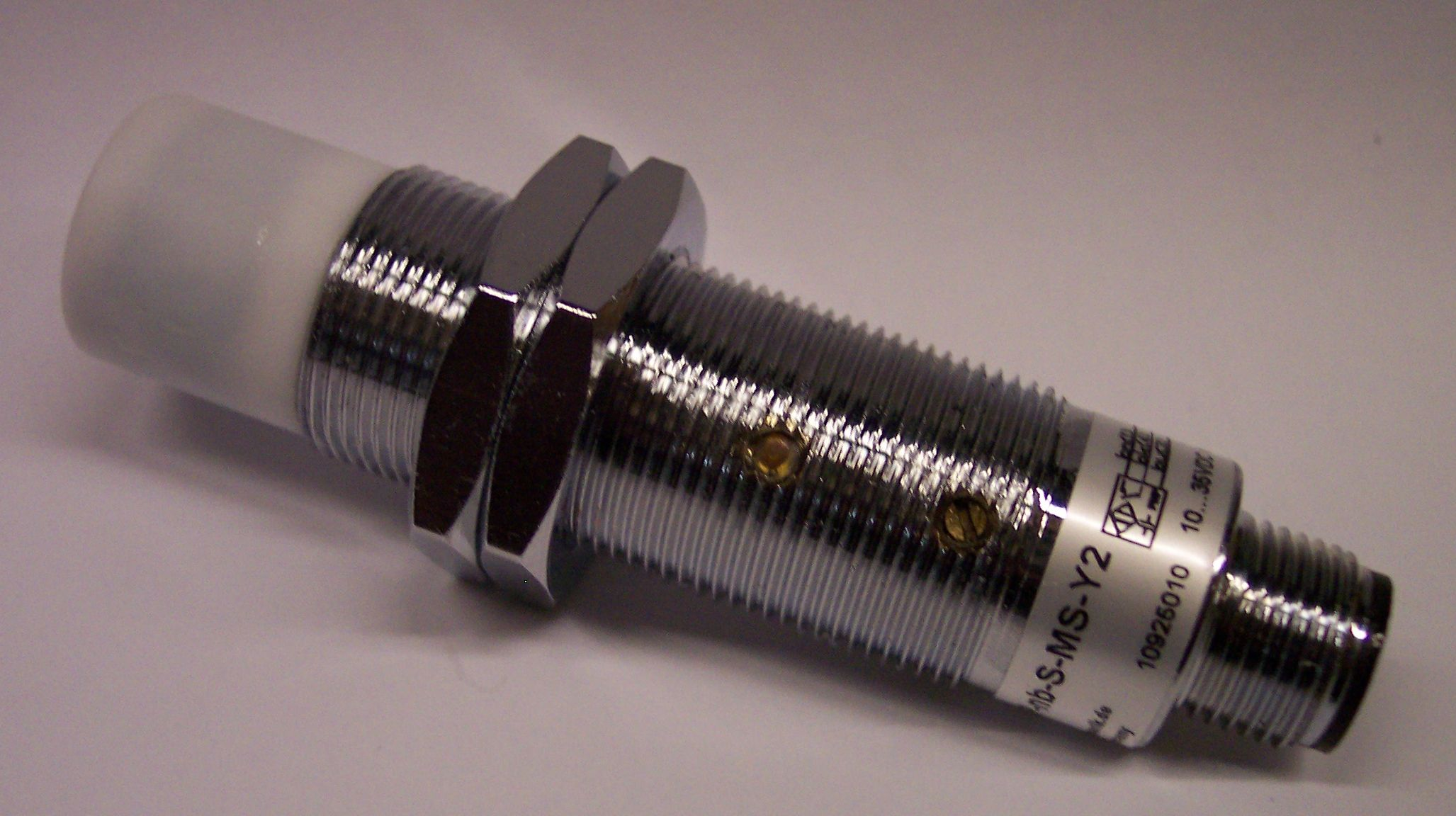
Inductieve nabijheidsschakelaar

Een inductieve nabijheidsensor is een sensor die werkt volgens het principe van verandering van inductie. Dit type sensor wordt gebruikt als nabijheidsschakelaar. Wanneer deze sensor dicht bij een metalen object komt, verandert de impedantie in de spoel. De verandering van deze impedantie hangt af van de afstand tussen het metalen object en de sensor. Deze sensor heeft als voordeel dat hij niet beïnvloed wordt door niet-geleidende materialen zoals kunststof of hout.

## Twee werkingsprincipes
- Het eerste werkingsprincipe van inductieve nabijheidsensor detecteert de verandering van permeabiliteit. Normaal staat er lucht voor de sensor. Wanneer er een metaal voor komt, verandert de permeabiliteit. Een wisselend continu magnetisch veld wordt opgewekt met een oscillator door de spoel van de sensor. De kern van ferriet begeleidt de magnetische veldlijnen naar buiten. Dit magnetisch circuit probeert zich buiten de sensor te sluiten. Wanneer een metalen object dicht bij de  sensor komt, wordt het magnetische circuit verstoord of worden de veldlijnen op het externe traject verstoord. De bundel van veldlijnen wordt vervormd. De nabije metalen plaat zorgt ervoor dat de veldlijnen door de metalen plaat gaan en er meer veldlijnen terugkeren naar de sensor. Hierdoor wordt de schijnweerstand Z van de spoel lager. De verandering van de impedantie is niet lineair  met de afstand tussen de sensor en het metalen object.

- Het tweede werkingsprincipe werkt met een pulserend veld. De wervelstroomsensor werkt met behulp van wervelstromen. Een pulserend magnetisch veld wordt opgewekt door de spoel van de sensor. De kern van ferriet begeleidt de magnetische veldlijnen naar buiten. Dit magnetisch veld genereert in een passerend metaal een wervelstroom. Wanneer het pulserend magnetisch veld nul wordt dan blijven er nog eventjes wervelstromen navloeien. Deze stromen wekken nu een secundair magnetisch  veld op in het metalen plaatje dat  door de sensor gedetecteerd kan worden.

## Toepassingen
Industriële automatisering: De sensor wordt gebruikt voor detectie van het wel of niet aanwezig zijn van een metalen object. Meestal in de vorm van een eindeloopschakelaar. Bijvoorbeeld voor het detecteren of een lift op de juiste etage staat.

## Bondig/niet bondig

Links: Bondig; Rechts: Niet bondig

Vroeger sprak men van bondige en niet bondige montage. Het betreft hier of de sensor effen staat met de wand of dat hij er boven uitsteekt. Tegenwoordig wordt vaak de Engelse benaming gebruikt:
- f = flush mountable
- nf = not flush mountable

Dit kan ook verwijzen naar de werking van de sensor: een bondige sensor detecteert materialen alleen direct voor de sensor, een niet-bondige sensor heeft een detectiegebied recht voor de sensor, en direct links en rechts daarvan.
Deze sensoren zijn genormaliseerd volgens de norm IEC 60947-5-2